# Desarrollo en la infancia de la motricidad fina

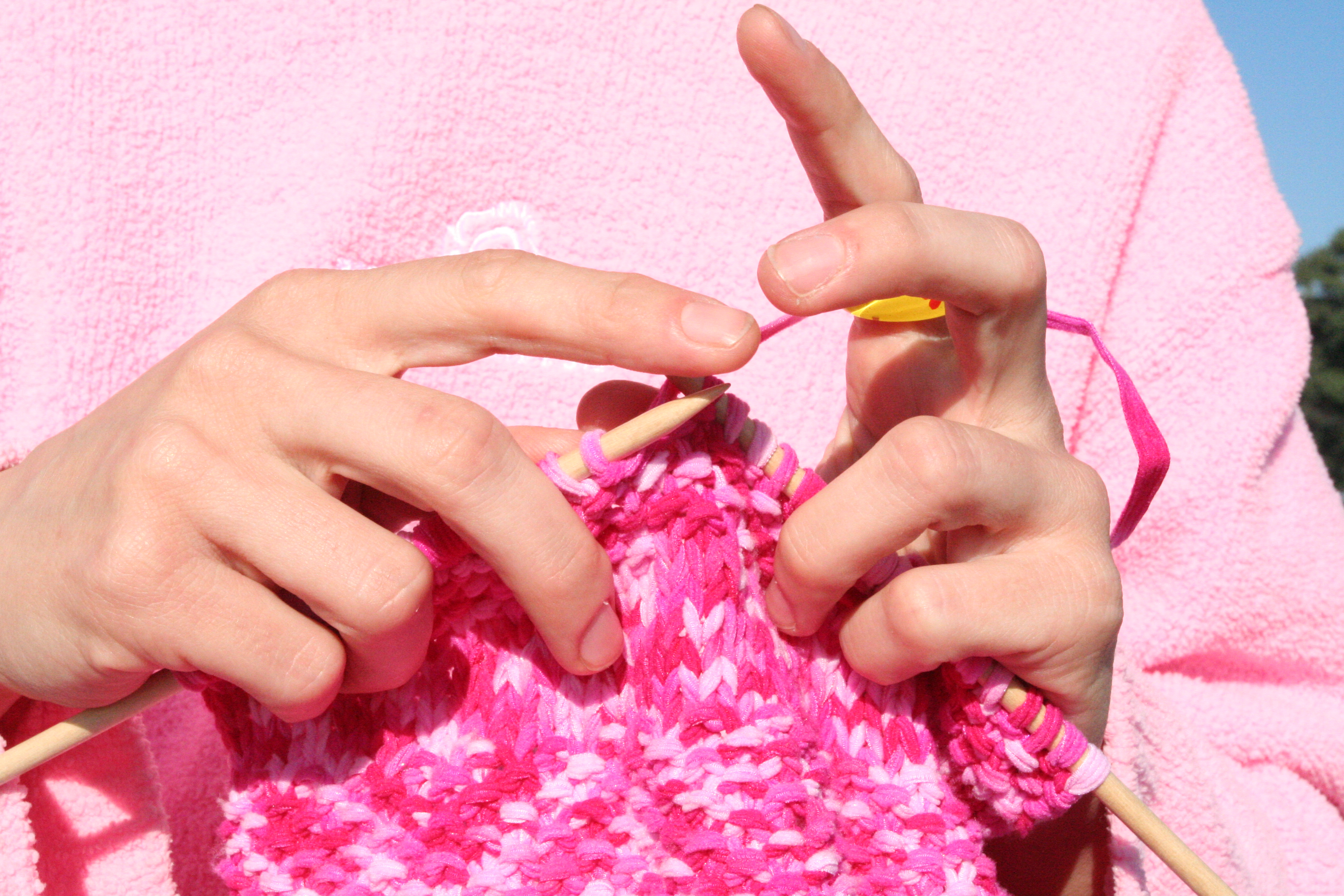
La dexteridad es importante para trabajar con agujas de tejer

Las habilidades motoras finas son las coordinaciones de los movimientos musculares pequeños que se producen, por ejemplo, en los dedos, por lo general, en coordinación con los ojos. El término destreza se utiliza comúnmente en la aplicación de las habilidades motoras de las manos (y los dedos). 
Las habilidades que implican el uso de las manos se desarrollan con el tiempo, a partir de gestos primitivos como agarrar los objetos a actividades más precisas que implican la coordinación ojos y manos. Las habilidades motoras finas son las habilidades que implican un uso refinado de los pequeños músculos que controlan la mano, los dedos y el pulgar. El desarrollo de estas habilidades permite que uno sea capaz de completar tareas como la escritura, el dibujo, y abotonarse. 

El niño en edad preescolar desarrolla capacidades de autoayuda, construcción, agarrar cosas, y control de tareas que requieren el uso de ambas manos.
Essa, E., Young, R. & Lehne, L.Introduction to early childhood education, 2nd Ed. (1998)

Durante los años de bebés y niños pequeños, los niños desarrollan el agarre y manipulación que son habilidades básicas, las cuales se refinan durante los años preescolares. El niño en edad preescolar se vuelve muy hábil en la autoayuda, la construcción, empuñaduras de sujeción, y las tareas de control bimanual que requieren el uso de ambas manos.
- Essa, E., Young, R. & Lehne, L., Introducción a la educación de la primera infancia, 2.ª Ed. (1998)
Cuando el niño entra en la infancia media, él o ella hacen un gran progreso en sus habilidades artísticas. Ellos comienzan a expresarse a través del dibujo, la escultura y el modelado de masilla.

## Habilidades de autocuidado
A medida que los niños refinan sus habilidades motoras, son capaces de ayudarse a sí mismos al completar las actividades diarias de forma independiente. Por ejemplo, los niños entre las edades de 2 y 3 son capaces de ponerse y quitarse prendas de vestir sencillas. Ellos son capaces de manipular ropa con cremalleras, usar cucharas, hilvanar perlas con grandes agujeros, y abrir puertas con pomos. Cuando los niños están entre las edades de 3 y 4, son capaces de manipular la ropa con botones más grandes, use tijeras para cortar papel, y son capaces de copiar formas simples usando un lápiz. A las 4 a 5 años de edad, los niños son capaces de vestirse y desvestirse sin ayuda.  También son capaces de manipular un tenedor, y han ganado la destreza para cortar alrededor de formas con un par de tijeras. Y a los 6 años, un niño es capaz de cortar alimentos más blandos con un cuchillo y es capaz de atar sus propios zapatos. Debido a que todos los niños se desarrollan a su propio ritmo, las edades dadas no son un curso de conocimientos exactos de atención.

## Escritura
Es fundamental para entender el desarrollo de la motricidad fina de los niños entender el razonamiento detrás de por qué realizan determinadas tareas de una manera determinada. Por ejemplo,  para entender el desarrollo de las habilidades motoras finas es importante que cuando un maestro recibe por parte de un niño en un grado y la escritura es grande, mal formada, puede identificar la evidencia de poco control del lápiz. 
La estimulación de la motricidad fina debe ser una prioridad en la atención a los niños desde su nacimiento, por la necesidad de elevar la preparación de los niños para su ingreso a la escuela, la utilización de la tecnología y la comunicación; constituyendo por ello la edad inicial y preescolar la base de su desarrollo.
La educación del niño preescolar reviste cada vez más, una gran importancia. Fortalecer su preparación para el ingreso a la escuela es una consecuencia del nivel cada vez más elevado y complejo de las exigencias actuales de la Educación Infantil; esto incluye la estimulación del desarrollo de la motricidad fina, para lograr la adquisición de las acciones de la preescritura en preescolar y de la escritura en la escuela.
Si el maestro conoce las etapas que los niños pasan para desarrollar estas habilidades, entonces él puede ser más considerado y proporcionarle al niño las modificaciones pertinentes para ayudarlo a mejorar sus habilidades de escritura.
También mientras los niños refinan sus habilidades motoras, son capaces de comunicarse mediante la expresión escrita. Partiendo de garabatos pasando por la impresión y escritura.
Los garabatos han sido descrito como un tipo de "balbuceo del motor" y cuando el niño madura, las formas que surgen de forma gradual garabateando se van transformado en impresión y escritura. 
- Craig, G., Kermis, M. & Digdon, N., Los niños de hoy, 2.ª Ed. (2001)
 

## Dibujos de los niños
Los dibujos de los niños también se desarrollan mientras el niño crece y refina sus habilidades motoras finas. Esto ha sido ampliamente estudiado, especialmente por Rhoda Kellogg (1898-1987), dándoles seguimiento a niños de 2 a 8 años de edad. Su investigación ha encontrado que los gestos artísticos de los niños evolucionan a partir de garabatos básicos a símbolos consistentes. Los primeros símbolos que se forman por los niños son el círculo, la cruz en posición vertical, la cruz diagonal, el rectángulo, y otras formas comunes. Cuando el niño tiene 3 años de edad, comienza a formar formas de la cara y la edad de 4 años, los seres humanos. A las 4 a 5 años de edad, el niño dibuja una forma humana con los brazos y las piernas, y, finalmente, el niño le agrega el tronco y la ropa. Después, los niños evolucionan para incluir otros dibujos ilustrativos en su arte, tales como casas, animales y embarcaciones, a la edad de 5 años.

## Ayudar a los niños a desarrollar su motricidad fina
A veces los niños necesitan un poco de ayuda en el desarrollo de sus habilidades motoras finas. Esto requiere que uno encuentre estrategias para ayudar a los niños con su desarrollo. Los terapeutas ocupacionales son expertos en el campo de la motricidad fina y el desarrollo de escritura a mano.

### Materiales a manipular
Los juguetes que requieren un niño para manipular con los dedos y las manos se pueden categorizar como manipulador. Implican la coordinación del ojo y las manos las cuales son necesarias para hacer. Los juguetes estimulan el desarrollo de la motricidad fina, ya que requieren el uso de los músculos de manos y dedos controlados. Algunos juguetes de manipulación, tales como rompecabezas, que son de autocorrección, ya que son encajados de una manera específica. Estos tipos de juguetes solamente encajan de una manera y permite que los niños trabajen hasta que alcanzan el éxito. La plastilina es un manipulador que puede ayudar a fortalecer las habilidades motoras finas de un niño. La plastilina se puede rodar en bolas, palillos de dientes se pueden utilizar para crear diseños en la masilla, y cuchillos de plástico se pueden utilizar para cortar la masilla (con supervisión).

### Materiales de escritura modificados
Otras formas de ayudar a los niños con su desarrollo de la motricidad fina son utilizar herramientas modificadas. Para los niños pequeños, el uso de crayolas es a menudo difícil al principio debido a su pequeño tamaño, lo que es importante es proporcionarle a los niños herramientas que ellos sean capaces de manipular. Existen crayolas creadas en forma de tetraedro, de modo que los niños son capaces de agarrarla en cualquier posición. El uso de estos crayolas de colores permite a un niño crear una imagen más precisa, debido al control que tiene y esto también ayuda al niño a ejercitar la expresión personal, ya que no se frustra por no ser capaz de utilizar las herramientas. Los niños, cuando están aprendiendo a escribir, también experimentan algunas frustraciones. Una manera de ayudar a un niño que está teniendo dificultades con esto es que proporcionarle un lápiz Primer (que es más grueso alrededor) o también se puede modificar un lápiz añadiendo a su circunferencia (ya sea por un agarre formada o mediante la adición de la cinta adhesiva). Para un niño que está teniendo dificultades con sus habilidades motoras finas, ofrecerle herramientas tales como lápices y lápices grandes modificados ayudará al niño a desarrollar una mejor comprensión de esta herramienta y, finalmente, pasará a lápices de tamaño regular más pequeños. Esto le ayudará con su autoestima, lo que le proporcionará una sensación de logro en las tareas de escritura.

### Posicionamiento
Otra manera de ayudar a un niño que está teniendo dificultades para desarrollar sus habilidades motoras finas es ayudarlo con el posicionamiento adecuado de las manos y el cuerpo para realizar las tareas.
El posicionamiento es muy importante para el desarrollo de las tareas motoras finas. El asiento de un niño debe permitirle sentarse cómodamente con los pies firmemente asentados en el suelo. Sus caderas, las rodillas y los tobillos deben estar en ángulo de 90 grados, con el torso ligeramente hacia adelante. Su altura de la mesa debe ser de aproximadamente 2 pulgadas por encima de los codos cuando los brazos están en reposo a su lado. Si la silla del niño es demasiado alta, dejándole sus pies colgando, confecciónele un reposapiés improvisado con guías telefónicas viejas atadas con cinta adhesiva u otra cinta fuerte para proporcionar estabilidad añadida. Tenga en cuenta que la estabilidad del tronco es necesaria para una buena movilidad de los brazos, las manos y los dedos.
- Linda Kennedy

## Enfermedades y habilidades motoras finas en la edad adulta
Las personas que han sufrido un accidente cerebrovascular o han sufrido una lesión en el cuello (tal vez como resultado de un accidente de auto) pueden tener problemas de habilidades motoras finas, por lo que es difícil para ellos escribir o utilizar un ratón de ordenador. Una persona afectada podría encontrar que un fisioterapeuta o un terapeuta ocupacional pueden proporcionar un programa de rehabilitación o recomendar adaptaciones ambientales para mejorar el uso de sus habilidades motoras finas.

## Enlaces
- Datos: Q17013601